# Cathy Johnston-Forbes
Cathy Johnston-Forbes, född 16 december 1963 i High Point i North Carolina, är en amerikansk professionell golfspelare.
Johnston-Forbes började att spela golf då hon var sju år gammal. Hon tog examen vid University of North Carolina och under studietiden vann hon bland annat Memphis State Intercollegiate. Hon blev trea i 1981 och 1983 års Eastern Amateur.
Hon blev medlem på den amerikanska LPGA-touren 1986 och i november 2005 hade hon vunnit en tävling och det var i majortävlingen du Maurier Classic 1990.

## Meriter

### Majorsegrar
- 1990 du Maurier Classic

### Övriga segrar
- 1980 Orange Bowl International
- 1981 PGA National Junior